# Orinocodoras eigenmanni
Orinocodoras eigenmanni — єдиний вид роду Orinocodoras родини Бронякові ряду сомоподібних. Отримав назву на честь німецько-американського іхтіолога Карла Айгенмана.

## Опис
Загальна довжина досягає 20 см. Схожий на представників роду Platydoras. Голова широка і трохи сплощена з сильно окостенілим черепом. На морді є 3 пари вусиків. Мають присадкуватий тулуб. Перед спинним плавцем є добре розвинена кістяна пластина. Спинний плавець високий, з короткою основою. Уздовж бічної лінії є добре розвинені кісткові щитки. Грудні плавці помірно широкі, з сильними шипами. Жировий плавець крихітний. Анальний плавець має коротку основу, помірної довжини. Хвостовий плавець невеликої довжини.

## Спосіб життя
Біологія відома погано. Воліє до прісної води. Цей сом активний вночі та присмерку. Вдень ховається біля дна. Живиться дрібними водними безхребетними.

## Розповсюдження
Мешкає у річці Оріноко (Венесуела). Звідси походить назва цього сома.